# دوبلدمام
دوبلدمام (به هلندی: Dubbeldam) یک منطقهٔ مسکونی در هلند است که در دوردرخت واقع شده‌است.